# Tachydromia productipes
Tachydromia productipes är en tvåvingeart som först beskrevs av Gabriel Strobl 1910.  Tachydromia productipes ingår i släktet Tachydromia och familjen puckeldansflugor. Inga underarter finns listade i Catalogue of Life.